# Doratogonus barbatus
Doratogonus barbatus là một loài cuốn chiếu trong họ Spirostreptidae. Chúng là loài đặc hữu của Nam Phi.
Môi trường sống tự nhiên của chúng là vùng cận nhiệt đới hoặc nhiệt đới ẩm có độ cao lớn.
Loài này đang bị đe dọa do mất môi trường sống.